# Lillsjön (Ösmo socken, Södermanland, 653685-162004)
Lillsjön är en sjö i Nynäshamns kommun i Södermanland och ingår i Tyresån-Trosaåns kustområde.